# Prawa Jima Crowa

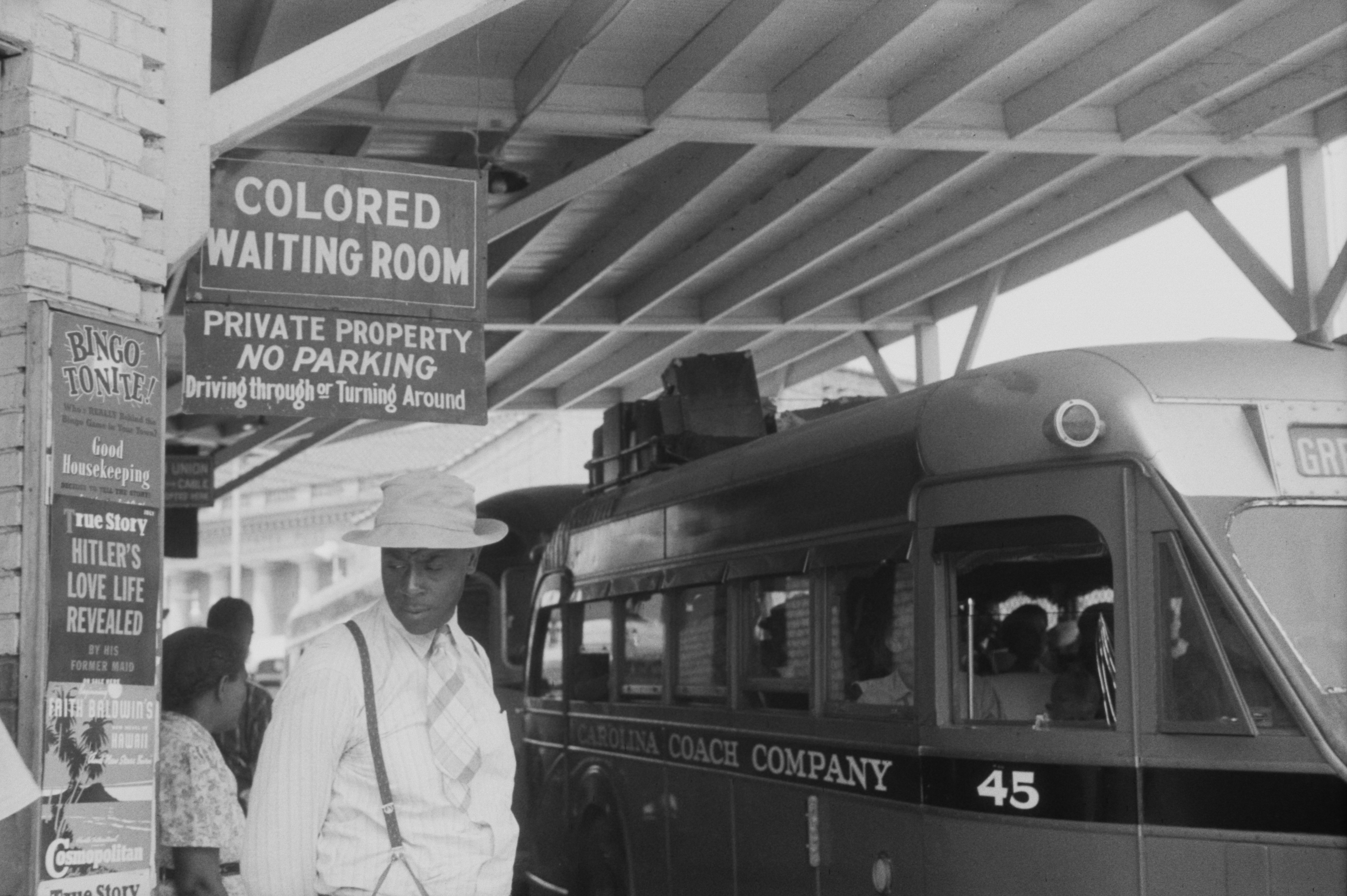
Napis „Poczekalnia dla kolorowych” na stacji autobusowej w Durham (Karolina Północna) w 1940

Prawa Jima Crowa (ang. Jim Crow laws) – regulacje wprowadzane na stopniu lokalnym (hrabstw – counties) lub stanowym, głównie w południowych stanach Ameryki po wojnie secesyjnej, jak również w stanach nienależących do Konfederacji. Miały za zadanie ograniczenie praw czarnoskórych wyzwoleńców oraz pogłębianie separacji między białą a czarną ludnością w tych stanach. Nazwa pochodzi od tytułu piosenki i tańca „Jump Jim Crow” (pastisz Afroamerykanów wykonywany przez ówczesnego białego showmana Thomasa D. Rice’a).
Podstawą prawną dla prawa Jima Crowa było orzeczenie Sądu Najwyższego (1896), który – uznając, że XIII i XIV poprawki do Konstytucji, znoszące niewolnictwo i umacniające równość między rasami, nie zabroniły ich segregacji – wprowadził zasadę „równi, ale oddzieleni”.
Segregacja rasowa została zniesiona dzięki wysiłkom takich aktywistów na rzecz praw człowieka jak Martin Luther King, Rosa Parks czy Ernst Borinski działających od zakończenia II wojny światowej aż do chwili przyjęcia Civil Rights Act (ustawa o prawach obywatelskich) w 1964 i Voting Rights Act (ustawa o prawie do głosowania) w 1965, podpisanych przez prezydenta Lyndona B. Johnsona.

## Przykłady
Od 1880 roku większość stanów USA egzekwowała segregację poprzez prawa Jima Crowa. Wiele z nich wyznaczało kary za kontakt z osobami innej rasy.
Floryda

Szkoły dla białych dzieci i dla czarnych dzieci powinny być prowadzone oddzielnie.

Missisipi

Głoszenie idei równouprawnienia dla czarnoskórych, przez drukowanie, publikowanie, lub wprowadzanie w obieg, jest zabronione i grozi grzywną do 500 dolarów lub pozbawieniem wolności do 6 miesięcy.

Karolina Północna

Zakazuje się wymiany podręczników pomiędzy przedstawicielami różnych ras.